# ناثان سانتوس
ناثان سانتوس هو لاعب كرة قدم برازيلي، ولد في 5 سبتمبر 2001.

## وصلات خارجية
- ناثان سانتوس على موقع قاعدة بيانات كرة القدم.إي يو (الإنجليزية)
- ناثان سانتوس على موقع Soccerway.com (الإنجليزية)